# Tribal-house
La tribal-house (o house tribale) è un sottogenere di musica house che si caratterizza per il suo maggiore impiego di suoni prodotti con strumenti tipicamente tribali, quali bonghi, djambé, tamburi e altri strumenti "indigeni".

## Storia
Negli anni novanta la tribal house si afferma come musica prettamente underground. Negli anni duemila, la tribal subisce un'evoluzione con nuovi suoni esotici o ancestrali, e dal 2009 il sottogenere diviene molto meno eterogeneo rispetto agli anni passati.

## Strumentazione

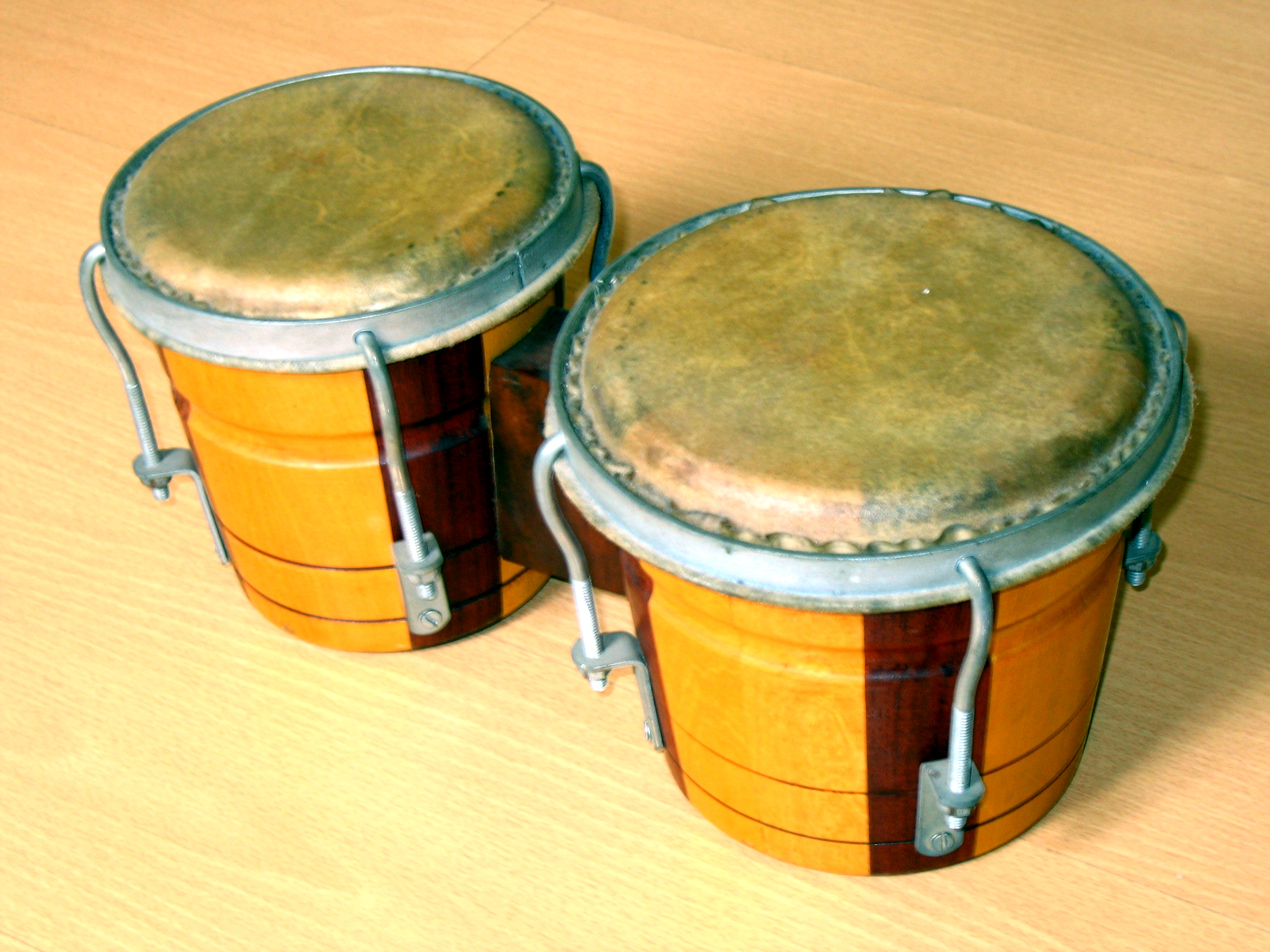
Un bongo

Gli strumenti caratterizzanti la tribal sono principalmente bonghi, djambè e tamburi che riproducono suoni tropicali o tribali. Anche la voce è fondamentale in questo genere, ma quasi sempre utilizzata in modalità tipicamente esotiche come urla oppure rituali indigeni.

## Esponenti maggiori
Gli esponenti maggiori sono Gregor Salto, Thunderpuss, Lilian Dutra dj, Danny Tenaglia, Junior Vasquez, Manoo, Peter Rauhofer, Offer Nissim, Steve Lawler, D-Unity, Sean Crazz, Superchumbo, DJ Vibe, Sandy Rivera, Ralphi Rosario, Rocco, Victor Calderone, Antoine Clamaran, Dj Alex F, Robbie Rivera, Peace Division, John Creamer, Chus & Ceballos, Tamer Fouda, DJ 9-9, Wally López, Roger Sanchez, Pete Tha Zouk, Jasebaillie e Zenbi, Nick Corline.